# Jurij Chiuppenen
Jurij Nikołajewicz Chiuppenen (ros. Юрий Николаевич Хюппенен)  – rosyjski brydżysta, World International Master (WBF), European Master (EBL).

## Wyniki brydżowe

### Olimpiady
Na olimpiadach uzyskał następujące rezultaty:
| Olimpiady brydżowe. Zawody teamów | Olimpiady brydżowe. Zawody teamów | Olimpiady brydżowe. Zawody teamów | Olimpiady brydżowe. Zawody teamów | Olimpiady brydżowe. Zawody teamów | Olimpiady brydżowe. Zawody teamów |
| Rok                               | Miejsce                           | Zawody                            | Kategoria                         | Drużyna                           | Pozycja                           |
| --------------------------------- | --------------------------------- | --------------------------------- | --------------------------------- | --------------------------------- | --------------------------------- |
| 2012                              | Lille                             | 2. Olimpiada Sportów Umysłowych   | Open                              | Russia                            | 5                                 |
| 2008                              | Pekin                             | 1. Olimpiada Sportów Umysłowych   | Open                              | Russia                            | 29                                |
| 1996                              | Rodos                             | 10. Olimpiada Teamów              | Open                              | Russia                            | 5                                 |

### Zawody światowe
W światowych zawodach zdobył następujące lokaty:
| Mistrzostwa Świata. Konkurencja teamów | Mistrzostwa Świata. Konkurencja teamów | Mistrzostwa Świata. Konkurencja teamów   | Mistrzostwa Świata. Konkurencja teamów | Mistrzostwa Świata. Konkurencja teamów | Mistrzostwa Świata. Konkurencja teamów |
| Rok                                    | Miejsce                                | Zawody                                   | Kategoria                              | Drużyna                                | Pozycja                                |
| -------------------------------------- | -------------------------------------- | ---------------------------------------- | -------------------------------------- | -------------------------------------- | -------------------------------------- |
| 2011                                   | Veldhoven                              | 40. Mistrzostwa Świata Teamów            | Trans                                  | Parimatch                              | 3                                      |
| 2010                                   | Filadelfia                             | 13. Seria Mistrzostw Świata              | Open                                   | Parimatch                              | 17                                     |
| 2009                                   | São Paulo                              | 39. Mistrzostwa Świata Teamów            | Open                                   | Russia                                 | 5                                      |
| 2009                                   | São Paulo                              | 39. Mistrzostwa Świata Teamów            | Trans                                  | Russia                                 | 4                                      |
| 2006                                   | Werona                                 | 12. Mistrzostwa Świata                   | Open                                   | Kirilenko                              | 129                                    |
| 2002                                   | Montreal                               | 11. Mistrzostwa Świata                   | Open                                   | Gromov                                 | 33                                     |
| 2001                                   | Paryż                                  | 35. Mistrzostwa Świata Teamów            | Trans                                  | Khiouppenen                            | 45                                     |
| 1998                                   | Lille                                  | 10. Mistrzostwa Świata                   | Open                                   | Gromov                                 | 33                                     |
| 1997                                   | Hammamet                               | 33. Mistrzostwa Świata Teamów            | Trans                                  | Rekunov                                | 45                                     |
| 1997                                   | Hamilton                               | 6. Młodzieżowe Mistrzostwa Świata Teamów | Juniorzy                               | Russia                                 | 3                                      |
| 1996                                   | Rodos                                  | 1. Mistrzostwa Świata Teamów Mikstowych  | Miksty                                 | Zlotov                                 | 65                                     |

| Mistrzostwa Świata. Konkurencja par | Mistrzostwa Świata. Konkurencja par | Mistrzostwa Świata. Konkurencja par | Mistrzostwa Świata. Konkurencja par | Mistrzostwa Świata. Konkurencja par | Mistrzostwa Świata. Konkurencja par |
| Rok                                 | Miejsce                             | Zawody                              | Kategoria                           | Partner                             | Pozycja                             |
| ----------------------------------- | ----------------------------------- | ----------------------------------- | ----------------------------------- | ----------------------------------- | ----------------------------------- |
| 2010                                | Filadelfia                          | 13. Mistrzostwa Świata              | Open                                | Wadim Chołomiejew                   | 53                                  |
| 2006                                | Werona                              | 12. Mistrzostwa Świata              | Open                                | Wadim Chołomiejew                   | 29                                  |
| 2002                                | Montreal                            | 11. Mistrzostwa Świata              | Open                                | Jewhen Hładysz                      | 198                                 |
| 1995                                | Ghent                               | 1. Mistrzostwa Świata Par Juniorów  | Juniorzy                            | Andriej Gromow                      | 22                                  |
| 1994                                | Albuquerque                         | 9. Mistrzostwa Świata               | Open                                | Wadim Chołomiejew                   | 71                                  |

### Zawody europejskie
W europejskich zawodach zdobył następujące lokaty:
| Zawody europejskie. Konkurencja teamów | Zawody europejskie. Konkurencja teamów | Zawody europejskie. Konkurencja teamów    | Zawody europejskie. Konkurencja teamów | Zawody europejskie. Konkurencja teamów | Zawody europejskie. Konkurencja teamów |
| Rok                                    | Miejsce                                | Zawody                                    | Kategoria                              | Drużyna                                | Pozycja                                |
| -------------------------------------- | -------------------------------------- | ----------------------------------------- | -------------------------------------- | -------------------------------------- | -------------------------------------- |
| 2012                                   | Dublin                                 | 51. Mistrzostwa Europy Teamów             | Open                                   | Russia                                 | 10                                     |
| 2011                                   | Bad Honnef                             | 10. Puchar Europy                         | Open                                   | Lazy                                   | 5                                      |
| 2010                                   | Izmir                                  | 9. Puchar Europy Teamów                   | Open                                   | Matushko-Rus                           | 3                                      |
| 2010                                   | Ostenda                                | 50. Mistrzostwa Europy Teamów             | Open                                   | Russia                                 | 8                                      |
| 2009                                   | San Remo                               | 4. Otwarte Mistrzostwa Europy             | Open                                   | Lazy                                   | 73                                     |
| 2008                                   | Pau                                    | 49. Mistrzostwa Europy Teamów             | Open                                   | Russia                                 | 2                                      |
| 2007                                   | Antalya                                | 3. Otwarte Mistrzostwa Europy             | Open                                   | Kirilenko                              | 41                                     |
| 2003                                   | Mentona                                | 1. Otwarte Mistrzostwa Europy             | Open                                   | Khiuppenen                             | 9                                      |
| 1999                                   | Malta                                  | 44. Mistrzostwa Europy Teamów             | Open                                   | Russia                                 | 9                                      |
| 1998                                   | Akwizgran                              | 5. Mistrzostwa Europy Mikstów             | Miksty                                 | Volina                                 | 8                                      |
| 1997                                   | Montecatini                            | 43. Mistrzostwa Europy Teamów             | Open                                   | Russia                                 | 12                                     |
| 1996                                   | Cardiff                                | 15. Młodzieżowe Mistrzostwa Europy Teamów | Juniorzy                               | Russia                                 | 2                                      |
| 1994                                   | Papendal                               | 14. Młodzieżowe Mistrzostwa Europy Teamów | Juniorzy                               | Russia                                 | 6                                      |

| Zawody europejskie. Konkurencja par | Zawody europejskie. Konkurencja par | Zawody europejskie. Konkurencja par | Zawody europejskie. Konkurencja par | Zawody europejskie. Konkurencja par | Zawody europejskie. Konkurencja par |
| Rok                                 | Miejsce                             | Zawody                              | Kategoria                           | Partner                             | Pozycja                             |
| ----------------------------------- | ----------------------------------- | ----------------------------------- | ----------------------------------- | ----------------------------------- | ----------------------------------- |
| 2007                                | Antalya                             | 3. Otwarte Mistrzostwa Europy       | Open                                | Wadim Chołomiejew                   | 23                                  |
| 2003                                | Mentona                             | 1. Otwarte Mistrzostwa Europy       | Open                                | Aleksiej Stierkin                   | 105                                 |
| 1998                                | Akwizgran                           | 5. Mistrzostwa Europy Mikstów       | Mikst                               | Wiktorija Gromowa                   | 377                                 |
| 1997                                | Haga                                | 9. Mistrzostwa Europy Par           | Open                                | Oleg Kazancew                       | 282                                 |

## Klasyfikacja
- Jurij Chiuppenen – klasyfikacja WBF (ang.)
- Jurij Chiuppenen – klasyfikacja EBL (ang.)
- Jurij Chiuppenen – klasyfikacja FSBR (ros.)